# Гельтман, Стефан Леонович
Стефан Леонович Гельтман  (4 октября 1886, Замосць — 20 сентября 1937) — революционер-интернационалист, государственный деятель БССР.

## Биография
Родился в польской интеллигентной семье в Замосце.
Учился в средней школе города Радома.
В 1905 году начал учёбу на философском и природно-агрономическом факультетах Ягеллонского университета в Кракове.
Редактировал молодёжный левый журнал «Głos». Был членом Союза социалистической молодёжи, а с 1908 по 1910 — Польской социалистической партии, руководил молодёжной организацией «Spójnia» в Кракове.
В 1912 году С. Гельтман устроился на работу преподавателем в Галотчине под Цеханувом, также работал агрономом на Подляшье и в Вильнюсском сельскохозяйственном товариществе.
Во время Первой мировой войны с 1915 года С. Гельтман был в Минске, где стал членом Польского общества в поддержку жертв войны.
В 1917 году он стал членом РСДРП (б), являлся одним из редакторов социалистической газеты «Польская правда». На выборах в июне 1917 года получил мандат члена городского совета в Минске по списку Польского социалистического объединения, который получил 8 % голосов в масштабах города, в конкуренции с национально-демократическим Польским избирательным комитетом.
Как активный член большевистского движения был членом Исполнительного комитета Советов рабочих и солдатских депутатов в Минске. В январе 1918 года он был назначен комиссаром подотдела по польским делам СНК Западной области и фронта.
С марта по ноябрь 1918 года в плену у немцев в лагере в Хафельберг.
После освобождения с 1919 года — заместитель наркома земледелия и лесного хозяйства Лит.-Бел. ССР. В 1920 руководил сельскохозяйственным отделом Временного революционного комитета Польши.
В 1921—1924 годах — Секретарь Польского бюро ЦК РКП (б).
В 1924—1925 годах был наркомом земледелия, а затем председателем Госплана БССР, Экономического совета и заместителем председателя СНК БССР, с 1925 года — ректор Коммунистического университета в Минске, а с 1927 года — заведующий польским сектором Института Белорусской культуры.
Был активным членом Коммунистической партии Беларуси, входил в ЦК (1924—1929).
Он был членом ЦИК Белорусской ССР (1924—1929), членом президиума (1926—1929).
В 1930-е годы работал в РСФСР, в Наркомате зерновых и животноводческих совхозов СССР.
Во время Большого террора, 5 апреля 1937 года он был арестован органами НКВД.
20 сентября 1937 года приговорён Военной коллегией Верховного суда СССР к смертной казни за «участие в контрреволюционной организации ПВО», расстрелян в тот же день. Кремирован на Донском кладбище и похоронен анонимно.
Реабилитирован 31 марта 1956 года Военной коллегией Верховного суда СССР.

## Экономическая деятельность
В 1919—1920 гг. принимал участие в разработке аграрной политики ЛитБела, активно публикуясь в «Звязде» и отстаивая взгляды, близкие к Р. Люксембург, В. Мицкявичюсу-Капсукасу и З. Ангаретису, а в начале 1920-х годов — один из первых в экономической литературе БССР дал анализ и оценку этой политики.
Под его руководством были разработаны первые планы восстановления сельского и лесного хозяйства, мелиоративных работ в БССР и Земельный кодекс БССР 1925 года, в котором признавалась необходимость свободного выбора крестьянами форм землепользования, ряд рыночных явлений в белорусской деревне (аренда земли, наём рабочей силы). В середине 1920-х годов отстаивал необходимость расширения рамок рыночных отношений в белорусской деревне, а также разрабатывал проблемы становления конъюнктурных наблюдений в БССР.

### Научные работы
Автор научных трудов по аграрным вопросам, проблемам конъюнктуры и планирования, польском революционном движении.
- Nacjanalizacja ziemi na Bielei Rusi. Мн., 1921;
- Kodeks zolny Belarusi. Мн., 1926;
- О конъюнктуре // Советское строительство. 1924, № 1. — С. 143—144;
- Хирургия или примочка // Советское строительство. 1926, № 3. — С. 6-14;
- Единый Земельный кодекс БССР // Звязда. 1924, № 257.
- Chłopskie partactwo czy gospodarka społeczna. Sprawa polska podczas rewolucji. Mińsk-Moskwa 1920;
- Robotnik polski w Rewolucji Październikowej na Białorusi. Мн., 1927;

Предисловие С. Гельтмана к сборнику документов «Rok 1863 na Mińszczyźnie», опубликованному в 1927 году, стало поводом к преследованию автора и обвинений в национал-большевизме.